# Каррер (лунный кратер)
Кратер Каррер (лат.  Karrer) — крупный древний ударный кратер в южном полушарии обратной стороны Луны. Название присвоено в честь французского швейцарского химика-органика, математика и биохимика Пауля Каррера (1889—1971), утверждено Международным астрономическим союзом в 1979 г. Образование кратера относится к нектарскому периоду.

## Описание кратера

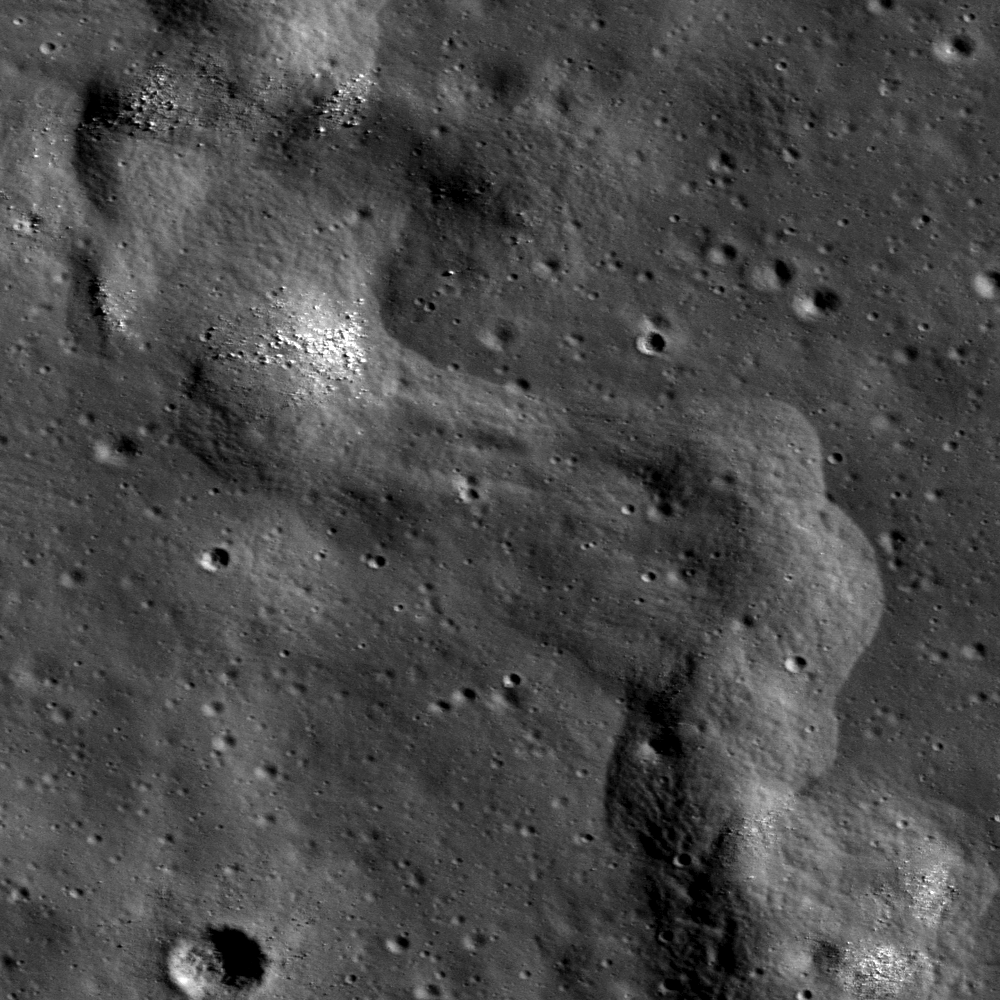
Участок складки в чаше кратера Каррер. Снимок зонда Lunar Reconnaissance Orbiter с разрешением 64 см на пиксель.

Ближайшими соседями кратера являются кратеры Бальде и Кори на западе; кратер Ридель на севере-северо-востоке; кратер Тилинг на востоке; кратер Физо на юго-востоке и кратер Минковский на юге-юго-западе. Селенографические координаты центра кратера 52°04′ ю. ш. 142°17′ з. д. / 52,06° ю. ш. 142,28° з. д., диаметр 55,6 км, глубина 2,4 км.
Кратер Каррер имеет близкую к циркулярную форму, значительно разрушен. Вал сглажен, северо-восточная часть вала перекрыта небольшим приметным кратером.  внутренний склон вала гладкий, с альбедо соответствующим окружающей местности. Высота вала над окружающей местностью достигает 1130 м , объем кратера составляет приблизительно 2 100 куб.км.. Дно чаши ровное, заполнено базальтовой лавой, его альбедо значительно меньше чем у окружающей местности, пересечено складкой образовавшеся при застывании и сжатии лавы. Складка пересекает южную часть вала продолжаясь за пределами кратера.

## Сателлитные кратеры
Отсутствуют.

## См.также
- Список кратеров на Луне
- Лунный кратер
- Морфологический каталог кратеров Луны
- Планетная номенклатура
- Селенография
- Минералогия Луны
- Геология Луны
- Поздняя тяжёлая бомбардировка